# HD162613
HD162613 — хімічно пекулярна зоря спектрального класу A0, що має видиму зоряну величину в смузі V приблизно  8,0.
Вона  розташована на відстані близько 1087,2 світлових років від Сонця.

## Фізичні характеристики
Телескоп Гіппаркос зареєстрував фотометричну змінність  даної зорі з періодом    3,58 доби в межах від  Hmin= 8,01 до  Hmax= 7,95.

## Пекулярний хімічний склад
Зоряна атмосфера HD162613 має підвищений вміст 
Si
.